# 赤絵
赤絵（あかえ）とは明治時代に摺られた浮世絵版画の一種。

## 概要
明治初期の浮世絵版画には、毒々しいまでの輸入染料 、アニリン紅が多用されている。特に空の表現に多用された。安政年間（1854-60年）から使用されているが、当時の使用量は多くない。3代目歌川広重らに代表される、これらの深紅に染められた一連の作品群は、当時の購買層にとって最も身近に感じられた西洋の息吹として美しく捉えられた。文明開化を描いた開化絵も赤絵に含まれることがある。